# Општина Ченеј
Општина Ченеј (рум. Comuna Cenei) је општина у округу Тимиш у западној Румунији. Општина је значајна по присутној српској националној мањини у Румунији, која је данас малобројнија него пре.
Општина Ченеј се налази у источном, румунском Банату и близу је границе са Србијом. Равничарског је карактера и кроз њу протиче Бегеј.

## Насељена места
Општина се састоји из 2 насеља:
- Бобда
- Ченеј - седиште општине

## Становништво
Општина Ченеј имала је према попису 2011. године 2.670 становника. Срби у општини чине 16,1% становништва општине и живе у Ченеју, где су до 1977. године били већина. Остатак су првенствено Румуни (67,2%) и Мађари (8,8%).
| Етнички састав према попису из 2011. године‍ | Етнички састав према попису из 2011. године‍ | Етнички састав према попису из 2011. године‍ | Етнички састав према попису из 2011. године‍ | Етнички састав према попису из 2011. године‍ |
| ------------------------------------------- | ------------------------------------------- | ------------------------------------------- | ------------------------------------------- | ------------------------------------------- |
|                                             |                                             |                                             |                                             |                                             |
| Румуни                                      | Румуни                                      |                                             | 1.795                                       | 67,2%                                       |
| Срби                                        | Срби                                        |                                             | 430                                         | 16,1%                                       |
| Мађари                                      | Мађари                                      |                                             | 235                                         | 8,8%                                        |
| Немци                                       | Немци                                       |                                             | 39                                          | 1,5%                                        |

На попису становништва из 1930. године општина је имала 3.800 становника, а релативну већину су чинили Немци.
| Етнички састав према попису из 1930. године‍ | Етнички састав према попису из 1930. године‍ | Етнички састав према попису из 1930. године‍ | Етнички састав према попису из 1930. године‍ | Етнички састав према попису из 1930. године‍ |
| ------------------------------------------- | ------------------------------------------- | ------------------------------------------- | ------------------------------------------- | ------------------------------------------- |
|                                             |                                             |                                             |                                             |                                             |
| Немци                                       | Немци                                       |                                             | 1.216                                       | 32%                                         |
| Срби                                        | Срби                                        |                                             | 1.196                                       | 31,5%                                       |
| Румуни                                      | Румуни                                      |                                             | 958                                         | 25,2%                                       |
| Мађари                                      | Мађари                                      |                                             | 236                                         | 6,2%                                        |
| Роми                                        | Роми                                        |                                             | 186                                         | 4,9%                                        |